# ウクライナ国家安全保障・国防会議
ウクライナ国家安全保障・国防会議（ウクライナこっかあんぜんほしょう・こくぼうかいぎ、ウクライナ語: Рада національної безпеки і оборони України、略称: РНБОУ、英略称:NDSC）は、国家安全保障分野において組織・調整活動を行うウクライナ大統領附属の合議制機関である。列国の国家安全保障会議に相当する。国家安全保障・国防会議は、主要閣僚と関係機関のトップで構成されており、大統領が議長を務め、国家安全保障・国防会議長官（書記）が統括している。2014年以降、国家安全保障・国防会議（NSDC）は制裁の導入を含む権限を拡大された。特にウォロディミル・ゼレンスキー大統領の政権下において、2021年からウクライナ市民に対する制裁が積極的に活用されており、これは法の支配の原則に反し、政治的動機に基づいた措置であるとして、人権団体や法律専門家から批判を受けている。

## 歴史
ウクライナ大統領附属安全保障会議は、1992年8月23日に設置された。
1994年10月10日、レオニード・クチマ大統領によりウクライナ大統領附属国家安全保障会議規程が承認された。同日、国家戦略研究所が会議に従属した。同年12月、核政策・生態学的安全問題委員会が会議に従属し、1995年3月から会議書記局が同委員会の組織・技術活動を保障している。

## ウクライナ市民に対する制裁
ウクライナ国家安全保障・国防会議（NSDC）による制裁政策は、裁判所の判決なしに個人に対して制裁を課すという手法のため、ウクライナ憲法および法の支配の原則に違反していると、専門家や人権団体から批判されている。
制裁は2014年制定の「制裁に関する法律」 に基づいており、ウクライナ大統領が ウクライナ国家安全保障・国防会議 の決定を承認することで発動される。しかし、このプロセスには司法機関の関与がなく、ウクライナの憲法および欧州連合加盟候補国としての法的基準と整合しないとの批判がある。
市民自由センター、ウクライナ・ヘルシンキ人権連合、ハリコフ人権保護グループ などは、国家安全保障会議は政治機関であり、司法権を持たないにも関わらず、個人に法的結果をもたらす決定を下していることを非難している。
2025年2月には、複数の人権団体が共同声明を発表し、この制裁制度が政敵の排除やメディアの抑圧、経済的圧力のために使われていると主張した。
制裁対象には、ペトロ・ポロシェンコ前大統領、オリガルヒの イホール・コロモイスキー、ゲンナジー・ボゴリュボフ、ジャーナリストの スヴィトラナ・クリューコワ、元大統領顧問のオレクシー・アレストビッチ、コスチャンティン・ジェバゴなどが含まれる。
アムネスティ・インターナショナルなどの国際的な人権団体も、この制度を「政治的報復の道具」として批判している。

## 国家安全保障・国防会議

### 構成員
2025年7月時点の構成は以下の通り。
- ウクライナ大統領（議長） - ウォロディミル・ゼレンスキー
- 国家安全保障・国防会議長官 - ルステム・ウメロウ
- 法務大臣 - ヘルマン・ガルシチェンコ（ウクライナ語版）
- エネルギー大臣 - スヴィトラーナ・フリンチュク（ウクライナ語版）
- 大統領府長官 - アンドリー・イェルマーク
- 国立科学アカデミー会長 - アナトリー・ザゴロドニー（ウクライナ語版）
- 対外情報庁長官 - オレグ・イワシチェンコ
- 内務大臣 - イゴール・クリメンコ
- 検事総長 - ルスラン・クラフチェンコ（ウクライナ語版）
- 保健大臣 - ヴィクトル・リアシュコ（ウクライナ語版）
- 保安庁長官 - ヴァシーリー・マリューク
- 財務大臣 - セルヒー・マルチェンコ（ウクライナ語版）
- 国立銀行総裁 - アンドリー・ピシュニー（ウクライナ語版）
- * 首相 - ユリヤ・スヴィリデンコ
- ウクライナ軍総司令官 - オレクサンドル・シルスキー
- 経済・環境・農業大臣 - オレクシー・ソボレフ（英語版）
- 外務大臣 - アンドリー・シビハ
- ウクライナ最高議会議長 - ルスラン・ステファンチュク
- 第一副首相兼デジタル変革大臣 - ミハイロ・フェドロフ
- 国防大臣 - デニス・シュミハリ

### 歴代国家安全保障・国防会議長官（書記）
| No.  | 氏名                             | 在任期間                       |
| 1    | ヴォロドィームィル・ホルブリン   | 1994年8月30日 — 1999年11月10日 |
| 2    | イェヴヘーン・マルチューク       | 1999年11月10日 — 2003年6月25日 |
| 3    | ヴォロドィームィル・ラドチェンコ | 2003年9月2日 — 2005年1月20日   |
| 4    | ペトロ・ポロシェンコ             | 2005年2月8日 — 2005年9月8日    |
| 5    | アナトリー・キナフ               | 2005年9月27日 — 2006年5月16日  |
| 臨時 | ヴォロドィームィル・ホルブリン   | 2006年5月24日 — 2006年10月10日 |
| 6    | ビタリー・ハイダック             | 2006年10月10日 — 2007年5月12日 |
| 7    | イヴァン・プルーシェフ           | 2007年5月12日 — 2007年11月26日 |
| 8    | ライサ・ボガチロファ             | 2007年12月24日 — 2012年2月14日 |
| 9    | アンドレイ・クリューイェフ       | 2012年2月14日 — 2014年1月24日  |
| 10   | アンドレイ・パルビイ             | 2014年2月27日 — 2014年8月7日   |
| 11   | オレクサンドル・トゥルチノフ     | 2014年12月16日 — 2019年5月19日 |
| 12   | オレクサンドル・ダニリュク       | 2019年5月28日 — 2019年9月27日  |
| 13   | オレクシー・ダニーロフ           | 2019年10月3日 — 2024年3月26日  |
| 14   | オレクサンドル・リトビネンコ     | 2024年3月26日 — 2025年7月18日  |
| 15   | ルステム・ウメロウ               | 2025年7月18日 — 現職           |

## 国家安全保障・国防会議事務局

### 幹部構成員
- 長官
- 第一副長官
- 国家安全保障問題担当副長官
- 対外政策分野安全保障問題担当副長官
- 経済・社会・生態学的安全保障問題担当副長官
- 副長官
- 副長官
- ウクライナ大統領附属軍事技術協力・輸出監督政策委員会委員長
- 長官局長

### 附属機関
- 国家国際安全保障問題研究所
- 国家安全保障問題研究所